# Gran campanario del Lavra

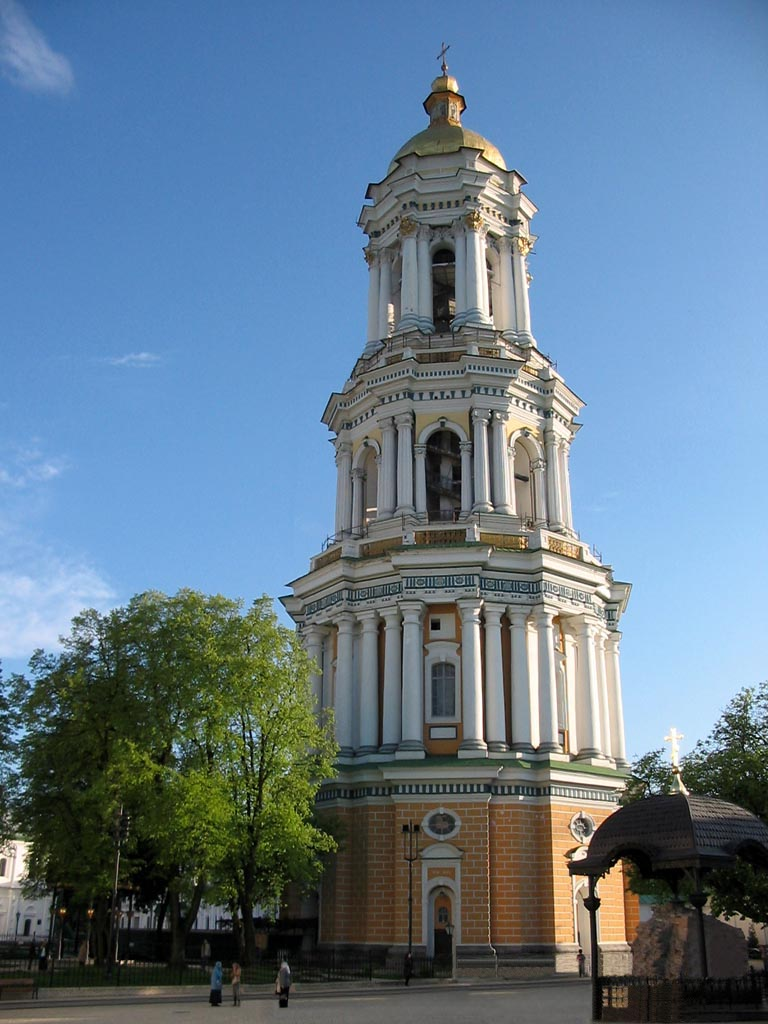
Vista del Gran campanario del Lavra y sus cuatro pisos (2005)

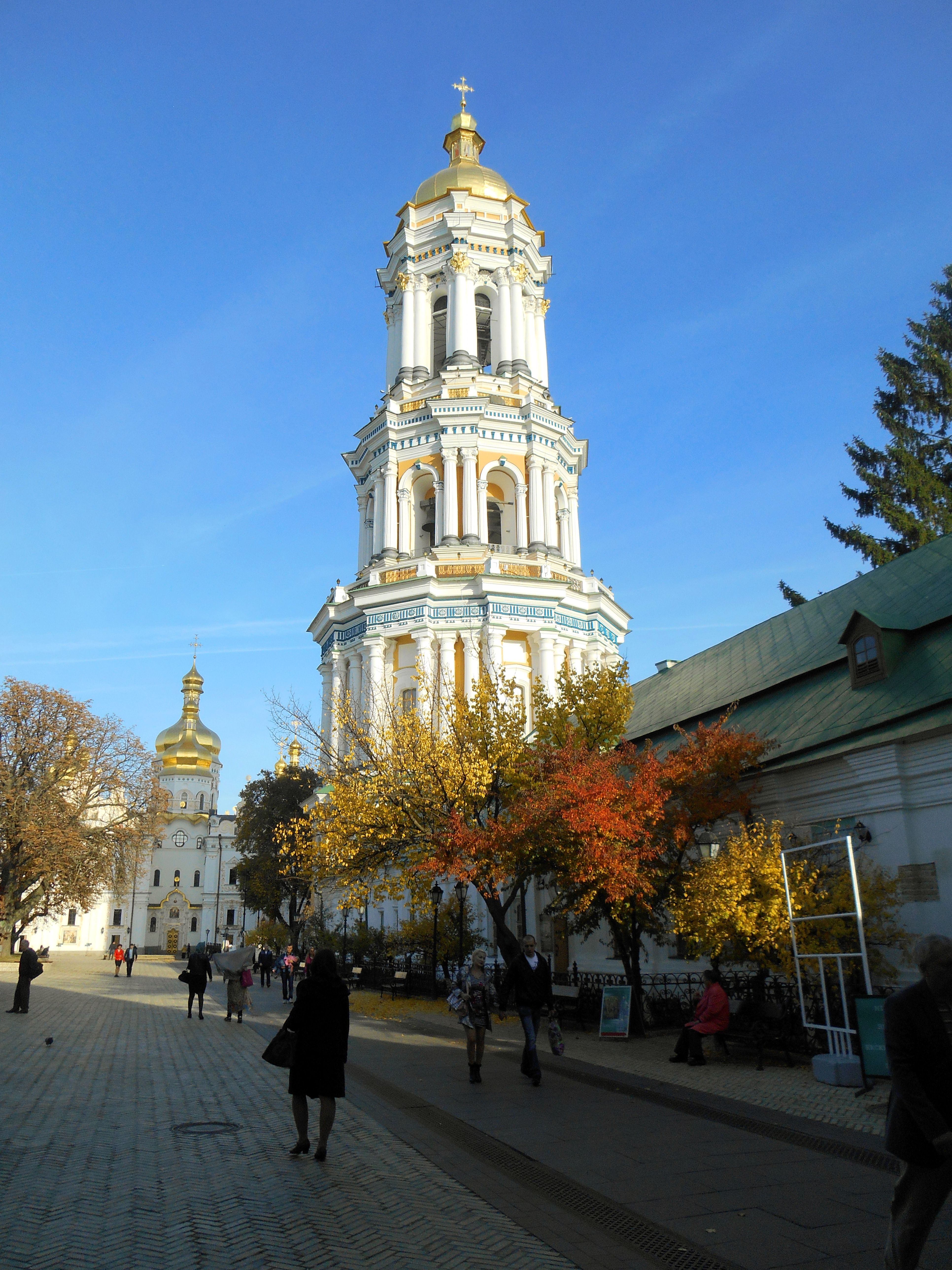
El campanario al fondo de la plaza

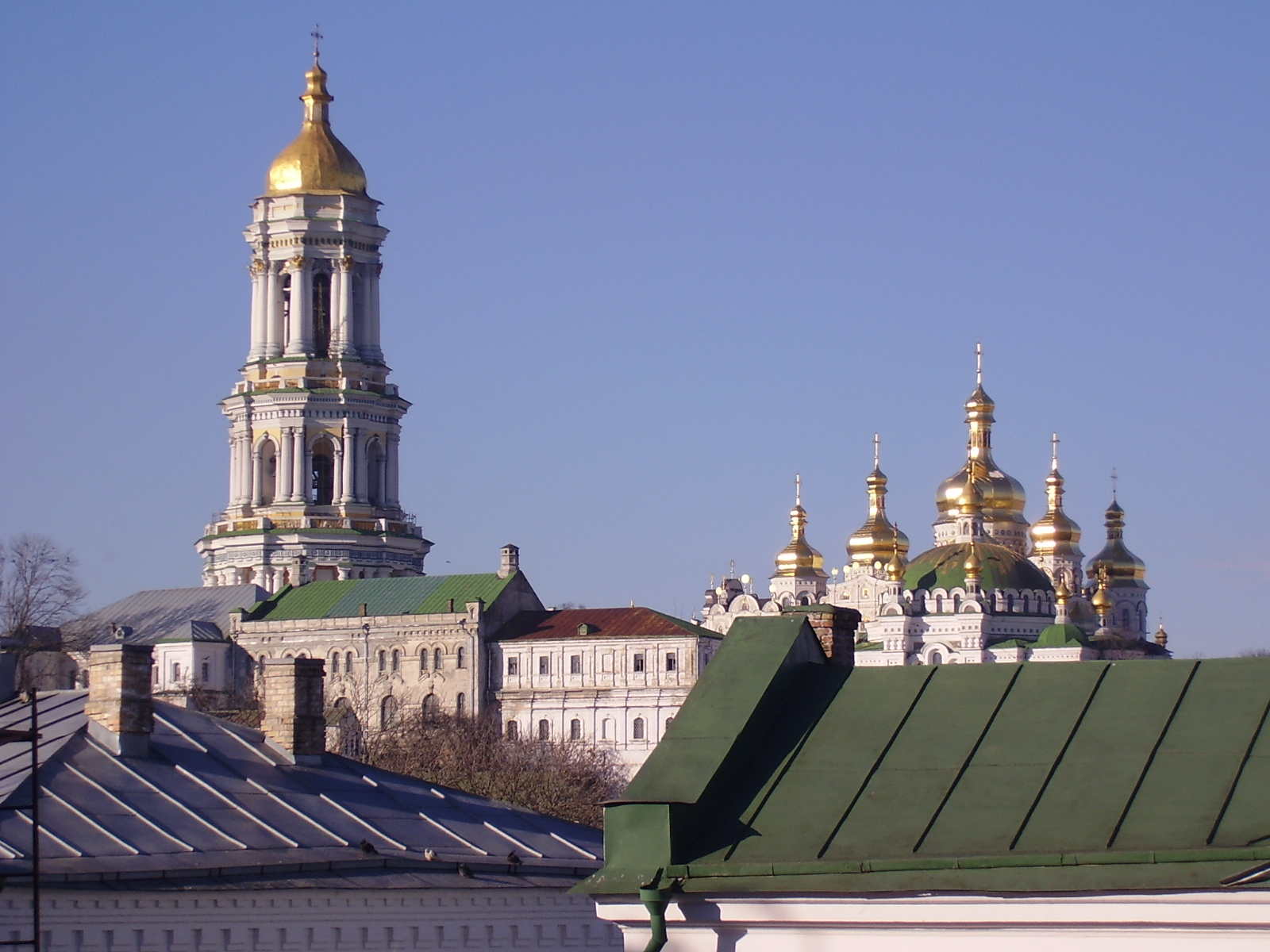
Vista del campanario y los edificios del monasterio

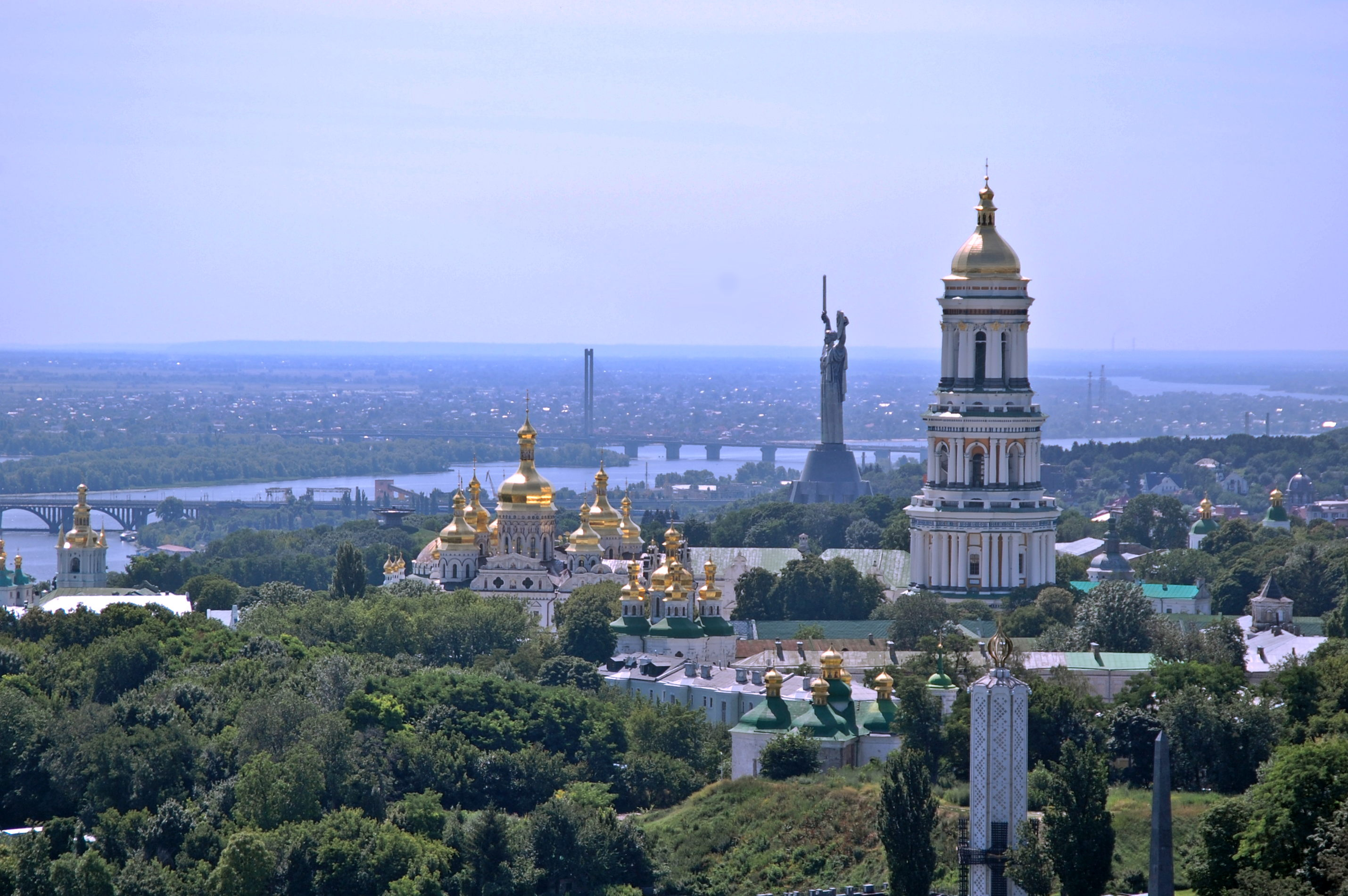
El campanario en la silueta de Kiev

El Gran campanario del Lavra o el Gran campanario (en ucraniano: Велика Лаврська дзвіниця, en ruso: Большая Лаврская колокольня) es la principal torre campanario del antigua monasterio de las Cuevas de Kiev en Kiev, capital de Ucrania. Es uno de los edificios más notables de la línea del horizonte de Kiev.
El campanario fue el campanario independiente más alto en el momento de su construcción en 1731, condición que mantuvo hasta 1745. Fue diseñado por el arquitecto Johann Gottfried Schädel, y los fondos necesarios para su construcción fueron proporcionados por el atamán cosaco Iván Mazepa (1639-1709). Su altura total, con la cruz cristiana, es de 96,5 metros (5.ª iglesia ortodoxa más alta del mundo).
El Gran Campanario del Lavra es una construcción de estilo clásico, con un total de cuatro niveles, coronado por una cúpula dorada. El diámetro del nivel más bajo de la torre es de 28,8 metros, y el grosor de las primeras paredes de ese nivel es de 8 metros. Los cimientos de la torre superan los 7 metros. La torre está decorada con muchas columnas arquitectónicas: el segundo nivel con 32 columnas dóricas, el tercer nivel con 16 columnas jónicas, y el cuarto con 8 columnas corintias.
En el tercer nivel, hubo algunas campanas colgantes, pero se retiraron más tarde. A día de hoy, sólo tres pequeñas campanas del siglo XVIII se han conservado: las campanas Balyk, Voznesenskyi y Bezymiannyi. La primera campana mayor del Gran campanario del Lavra, la Uspenskyi, tenía un peso total de una tonelada y fue fundida en 1732 por Ivan Motorin, quien también fue el responsable de la Tsar Kólokol (campana del Zar) del Kremlin de Moscú. También hay una plataforma de observación o mirador en lo alto del tercer nivel, que ofrece a los visitantes una vista de pájaro de la región de los alrededores de Kiev.
En el cuarto nivel hay un reloj de campanadas, fabricado en 1903, que tiene un peso total de 4,5 toneladas. El actual reloj del campanario, diseñado por el maestro de Moscú A. Enodin y basado en el reloj del Kremlin, sustituyó a un reloj más antiguo del siglo XVIII del maestro A. Levynskyi. El reloj se ha detenido sólo una vez durante toda su existencia: sucedió en septiembre de 1941 cuando la cercana catedral de la Dormición fue volada por las fuerzas del ejército durante la ofensiva en el Frente Oriental (Segunda Guerra Mundial).
El reloj fue reparado tras la destrucción de la mencionada catedral, aunque tomó un total de seis años hacerlo. Desde entonces, el reloj nunca ha necesitado ninguna reparación. El mecanismo del reloj es muy preciso: hasta unos 10 segundos. Sin embargo, se ha observado que su precisión depende de la época del año: en invierno, el reloj funciona algo más lento que en el verano. Al mecanismo del reloj tiene que dársele cuerda una vez por semana, y las campanas del reloj carillón tañen cada cuarto de hora.

## Galería de imágenes

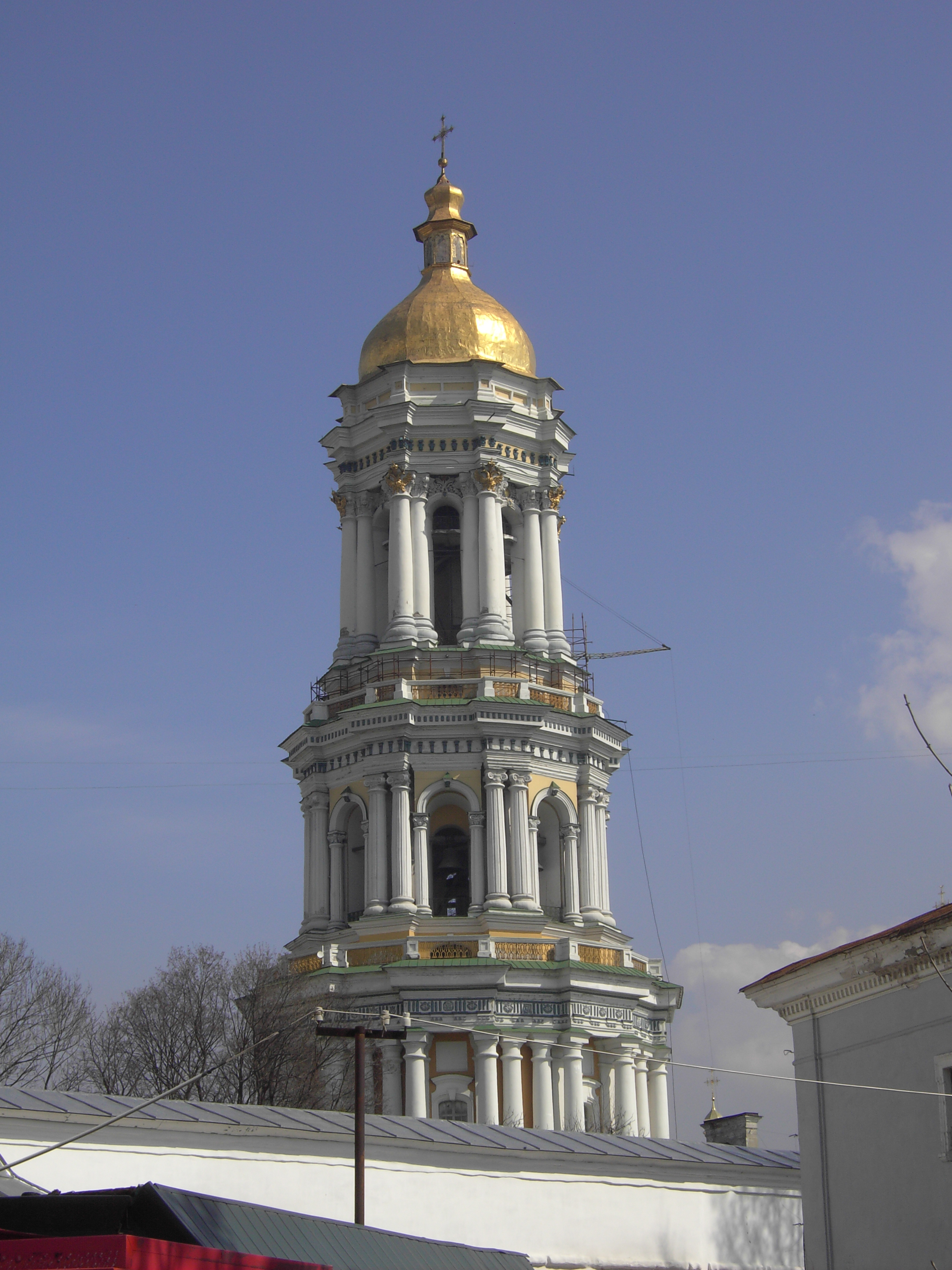
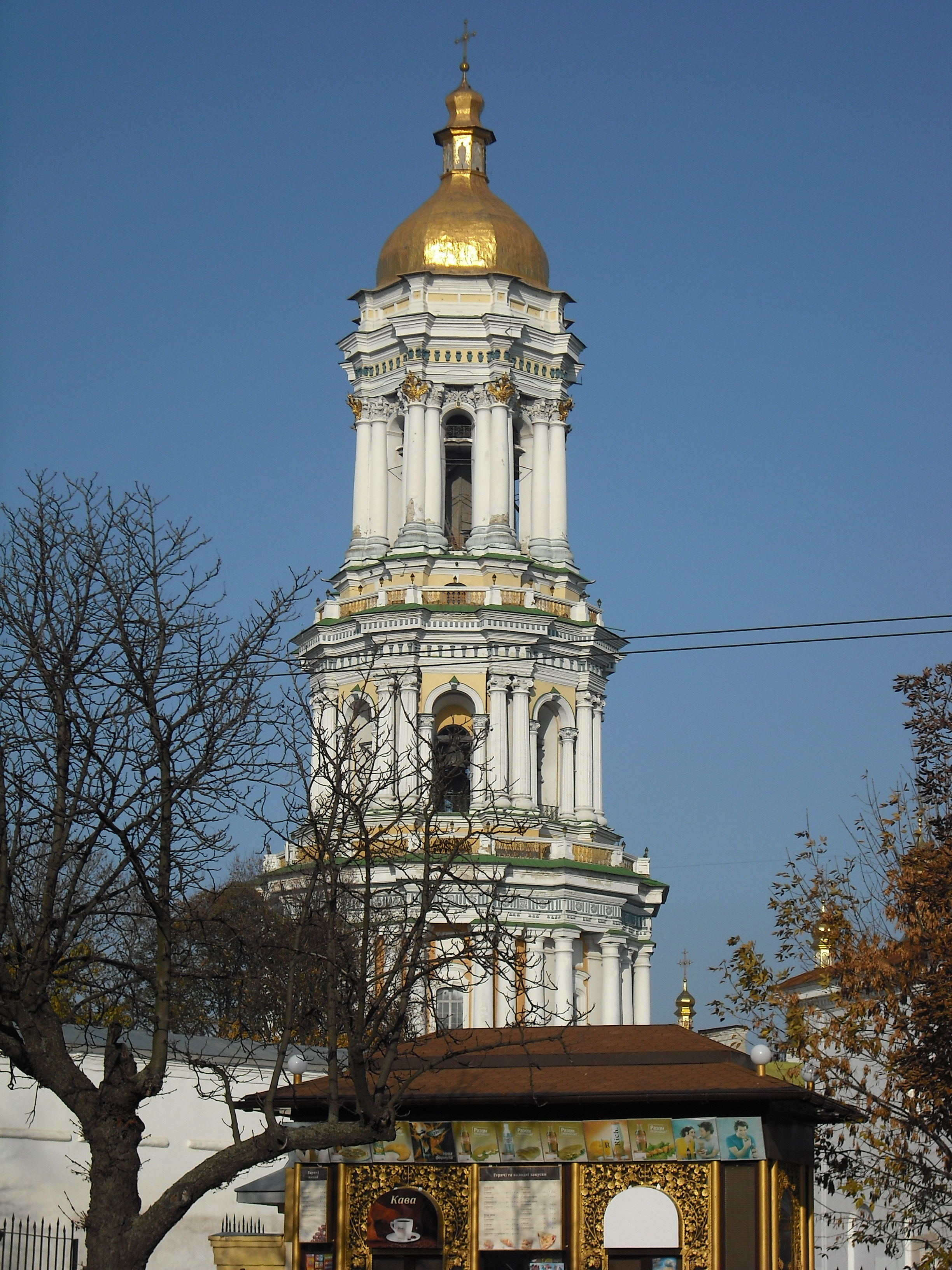
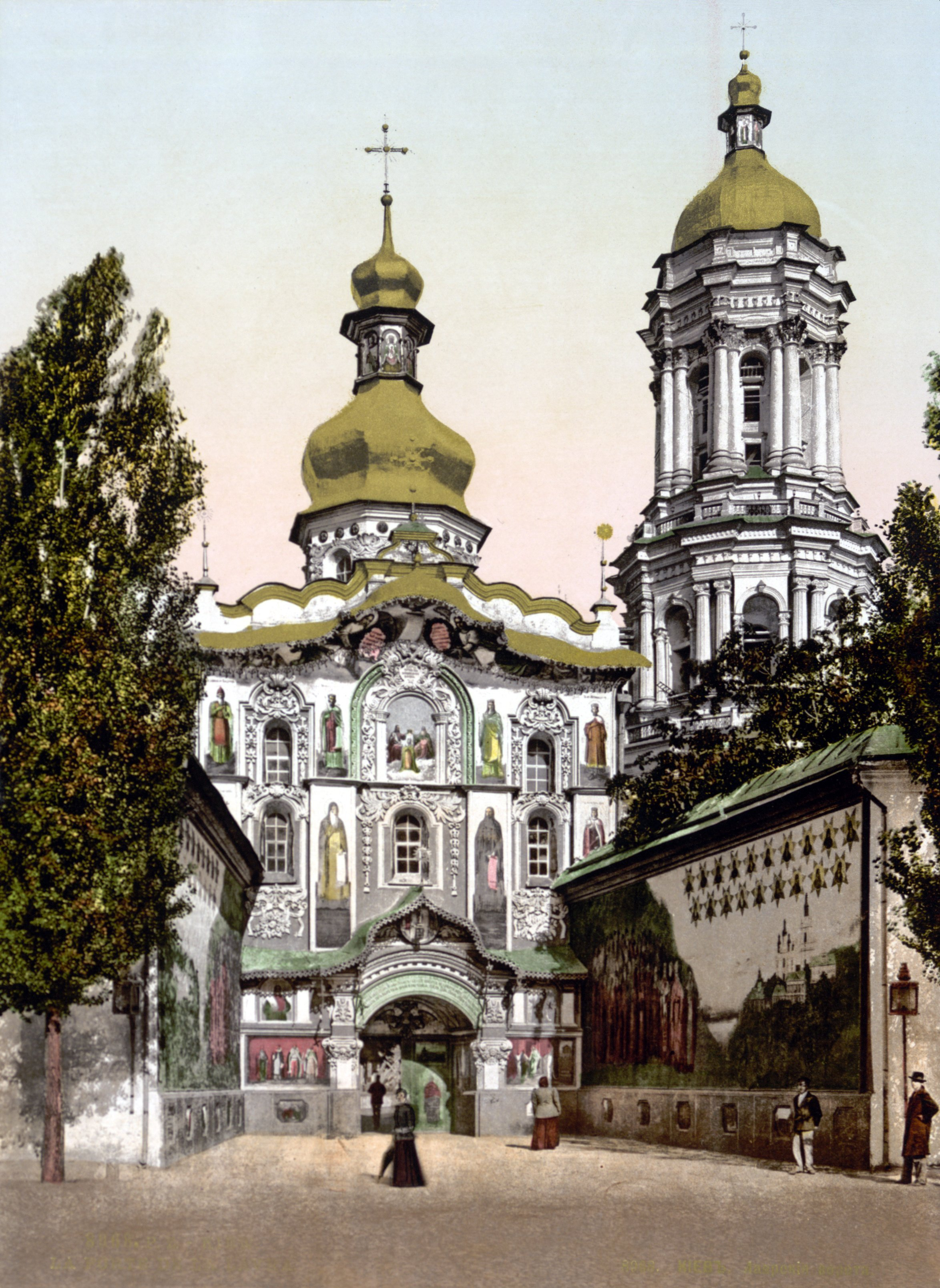
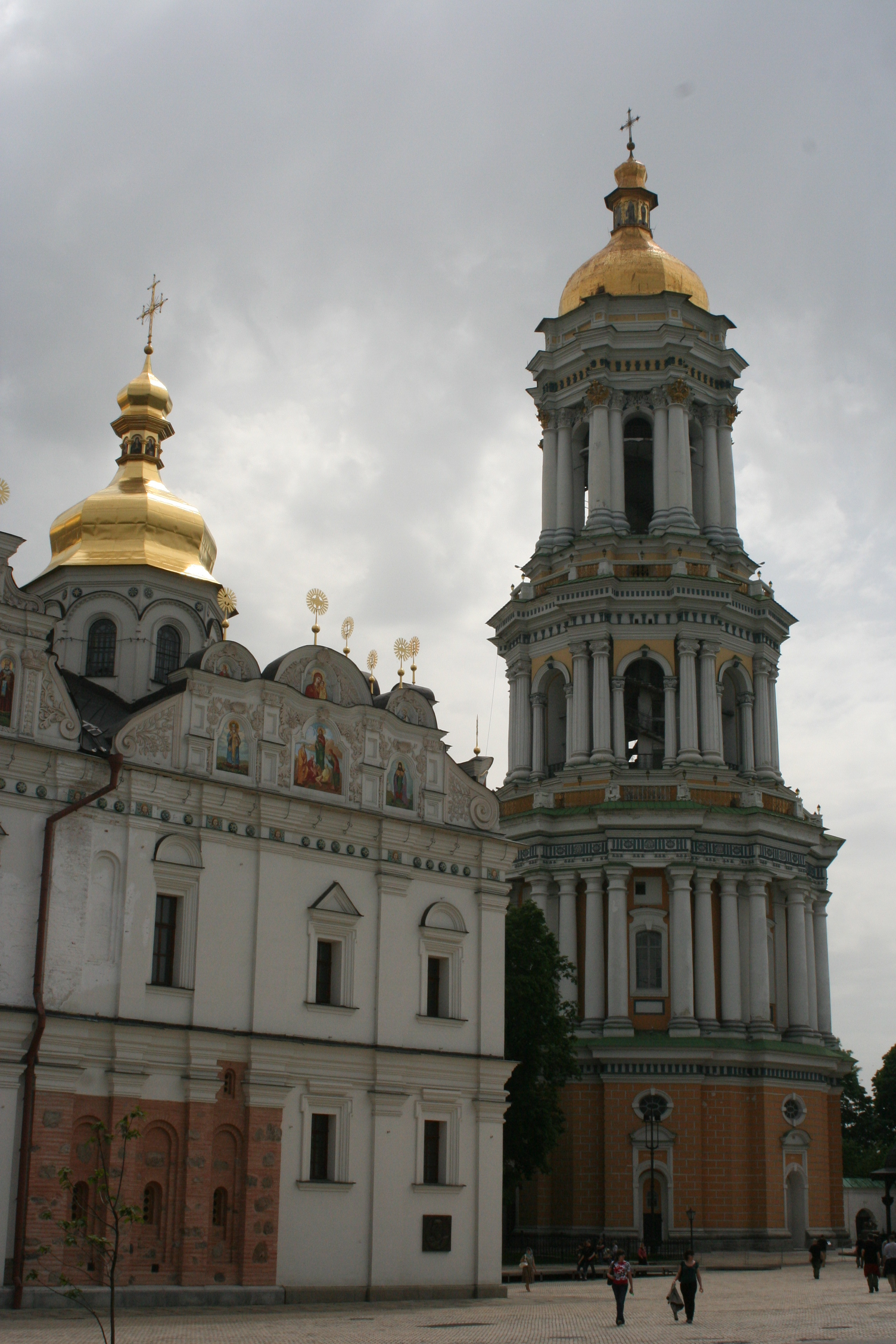
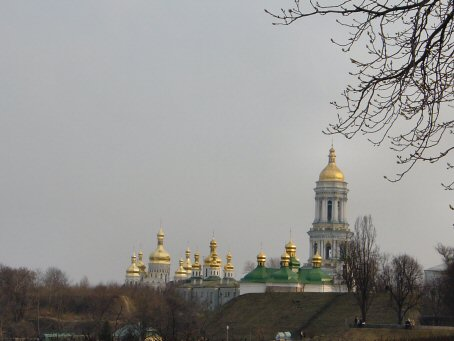
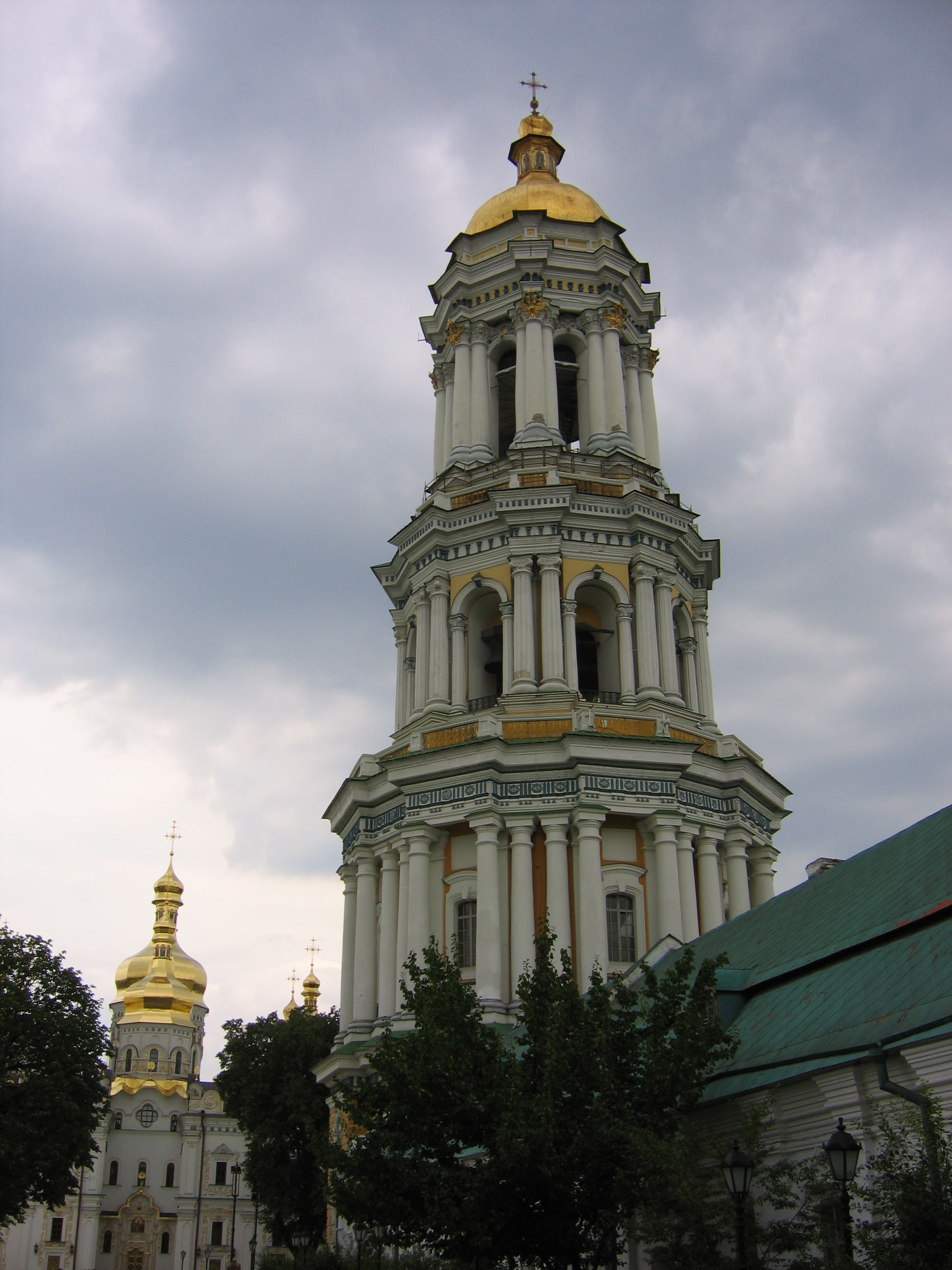
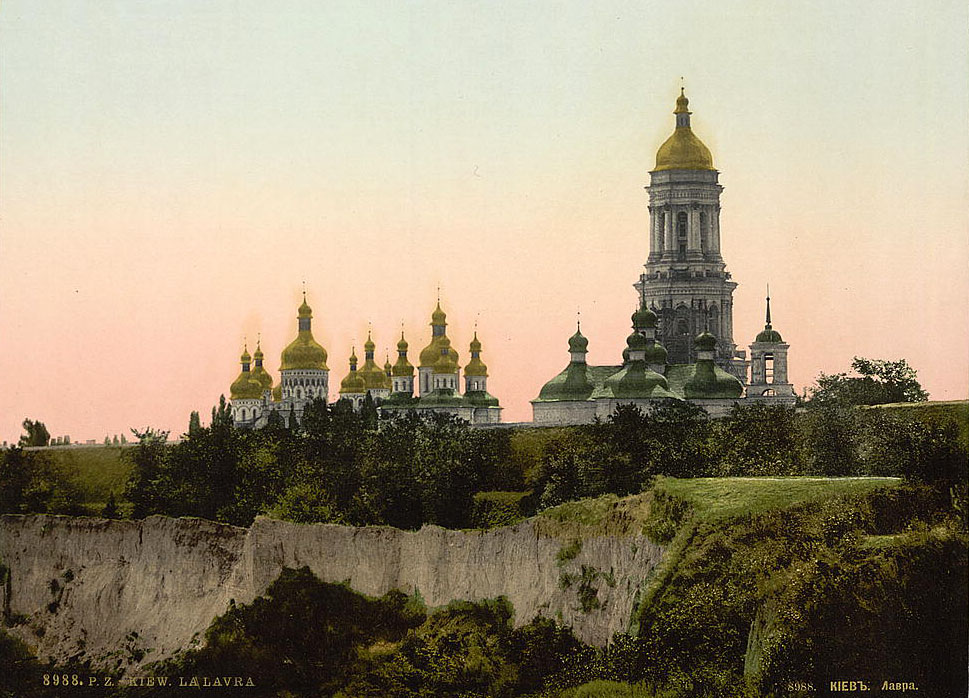
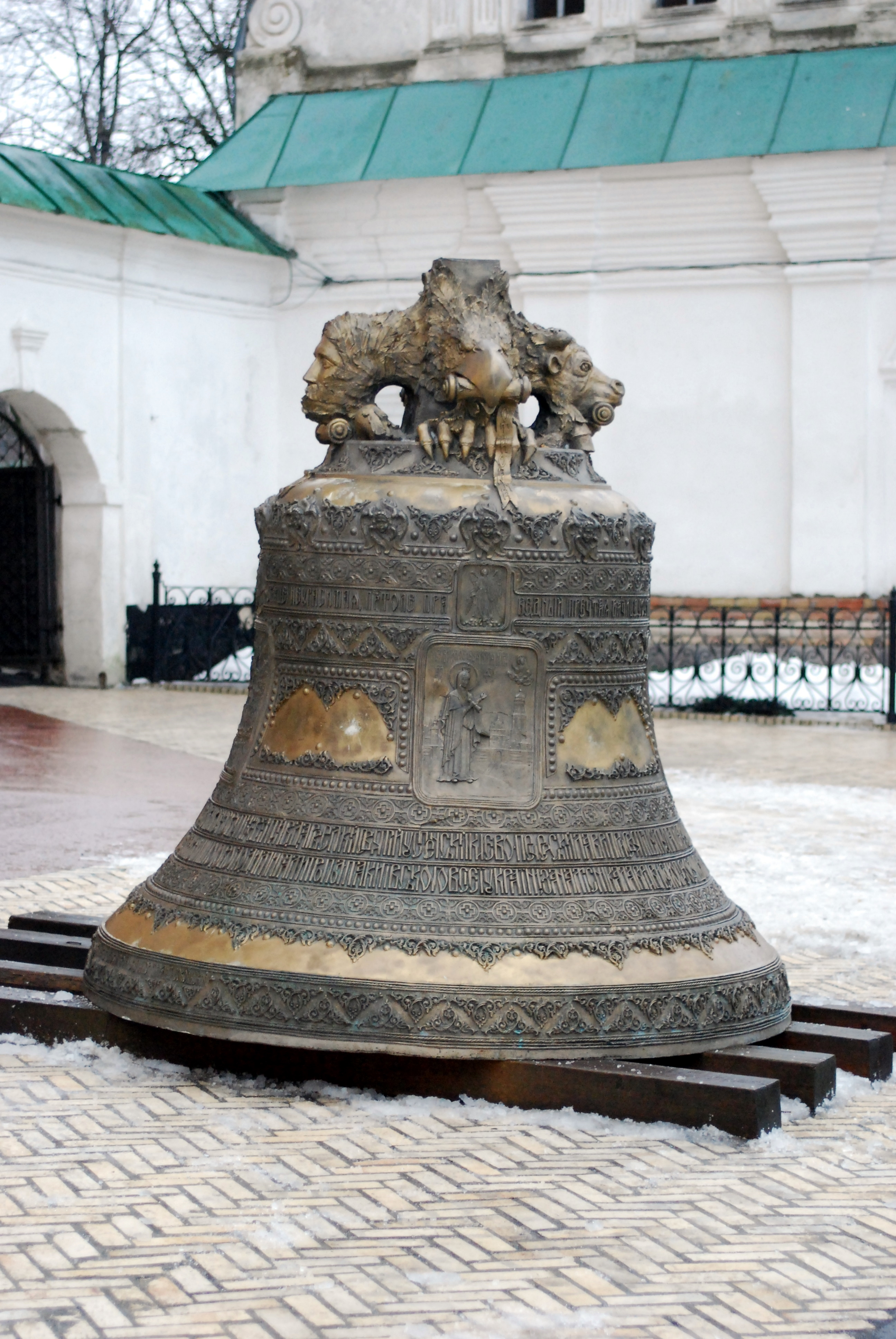
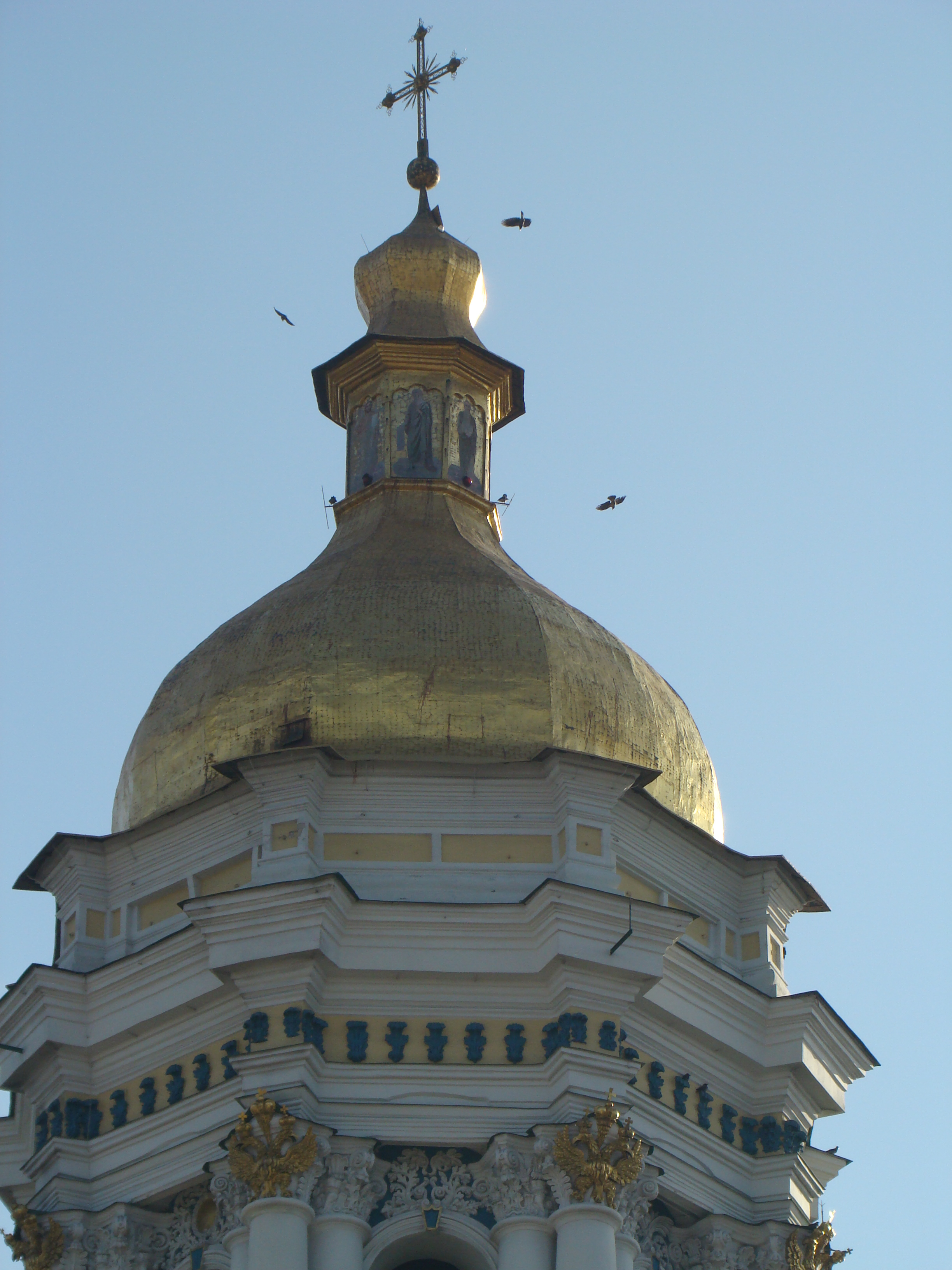
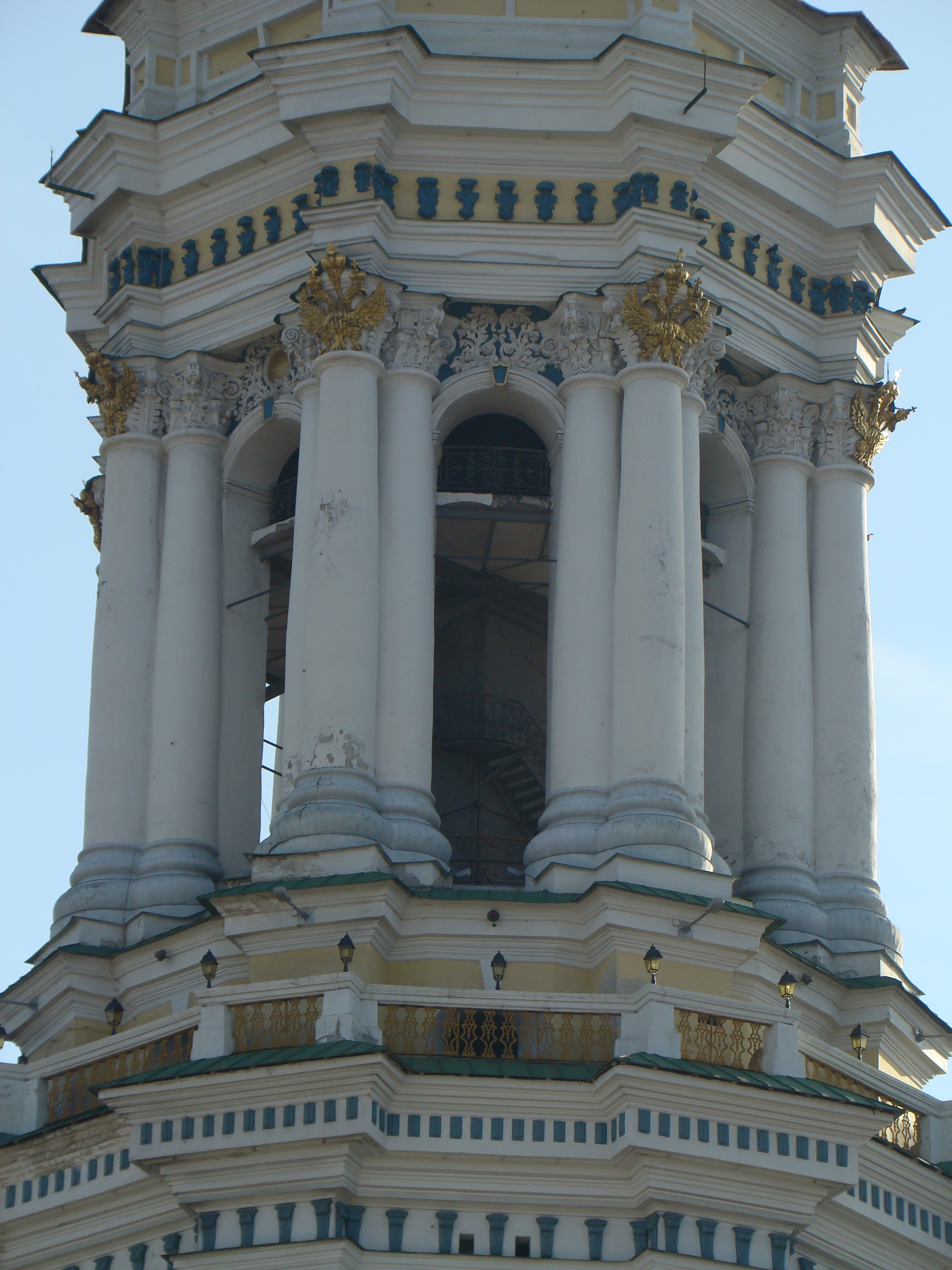
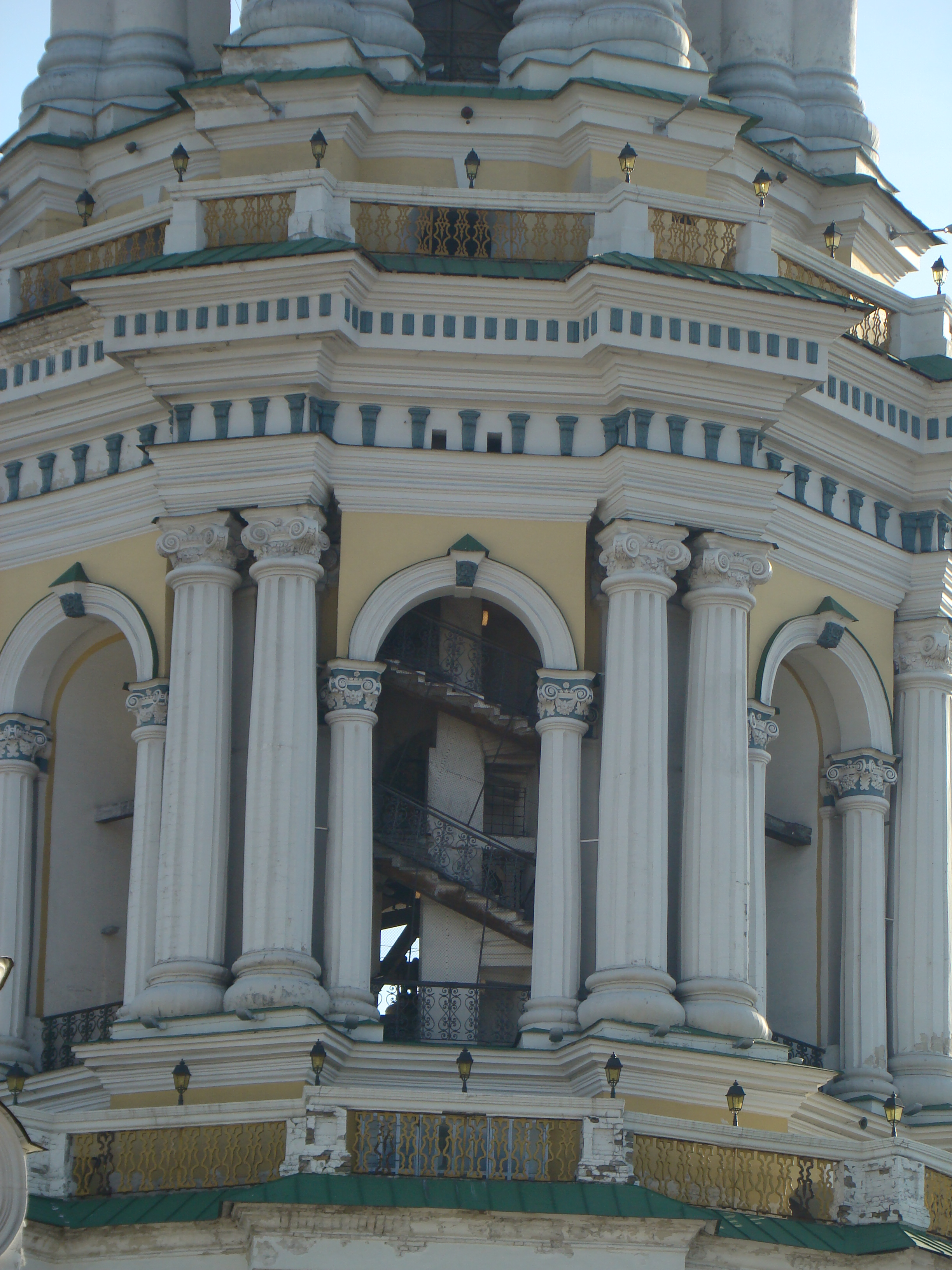
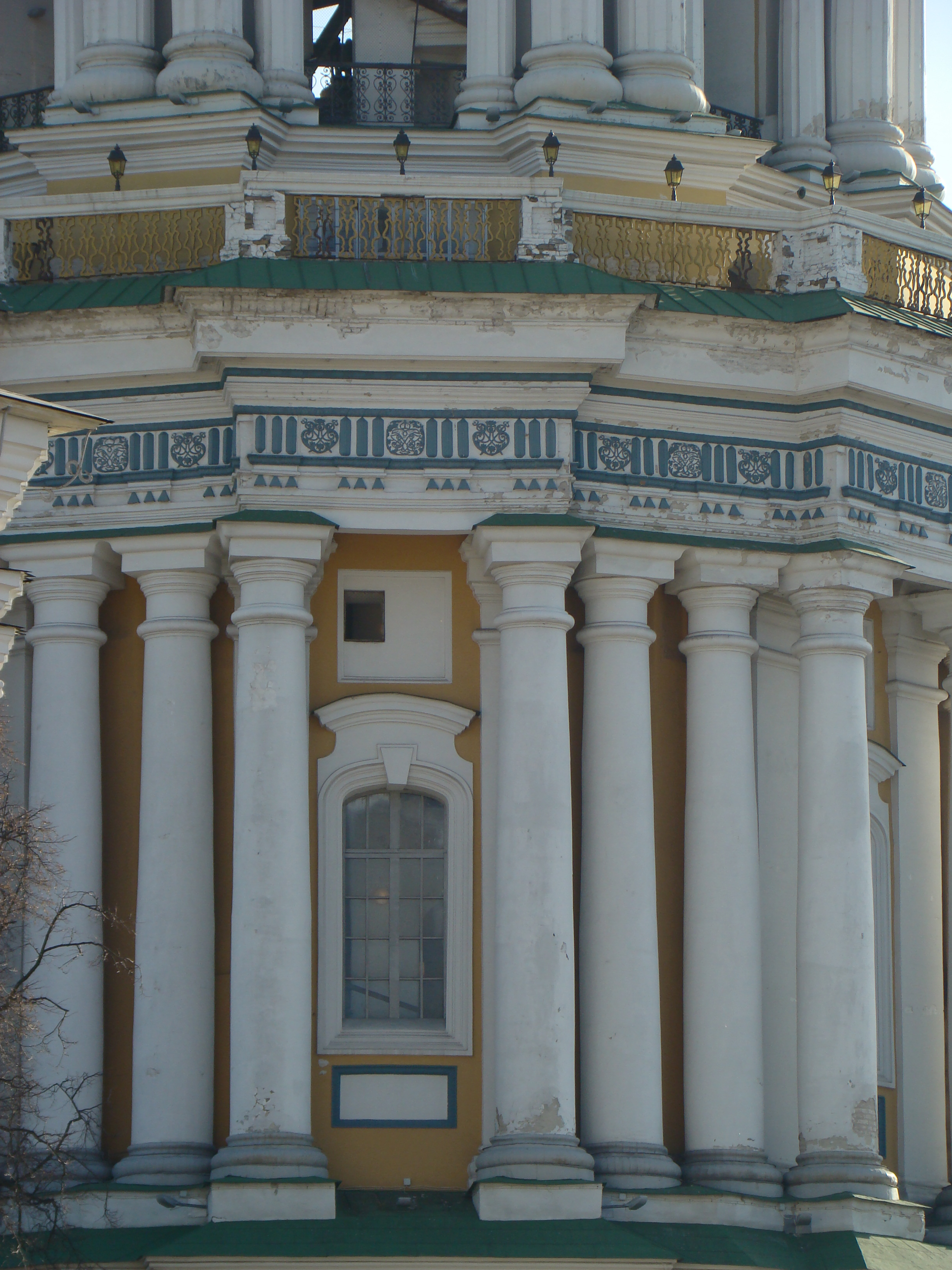
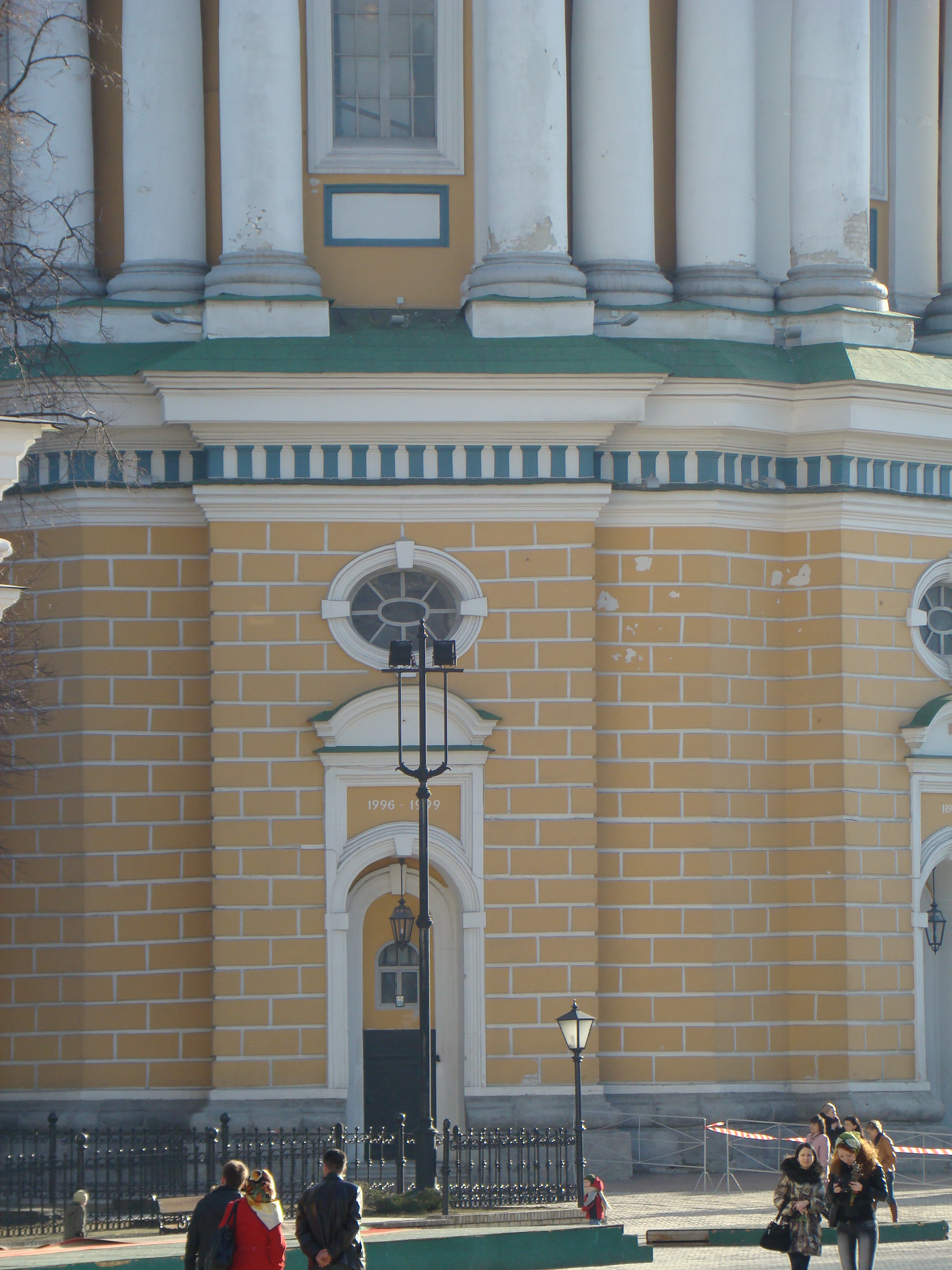